# Partula tohiveana
Partula tohiveana је пуж из реда Stylommatophora. 

## Угроженост
Ова врста је скоро изумрла, и нису познати слободни живи примерци.

## Распрострањење
Само Француска Полинезија.

## Станиште
Врста Partula tohiveana има станиште на копну.